# Jiří Rychnovský

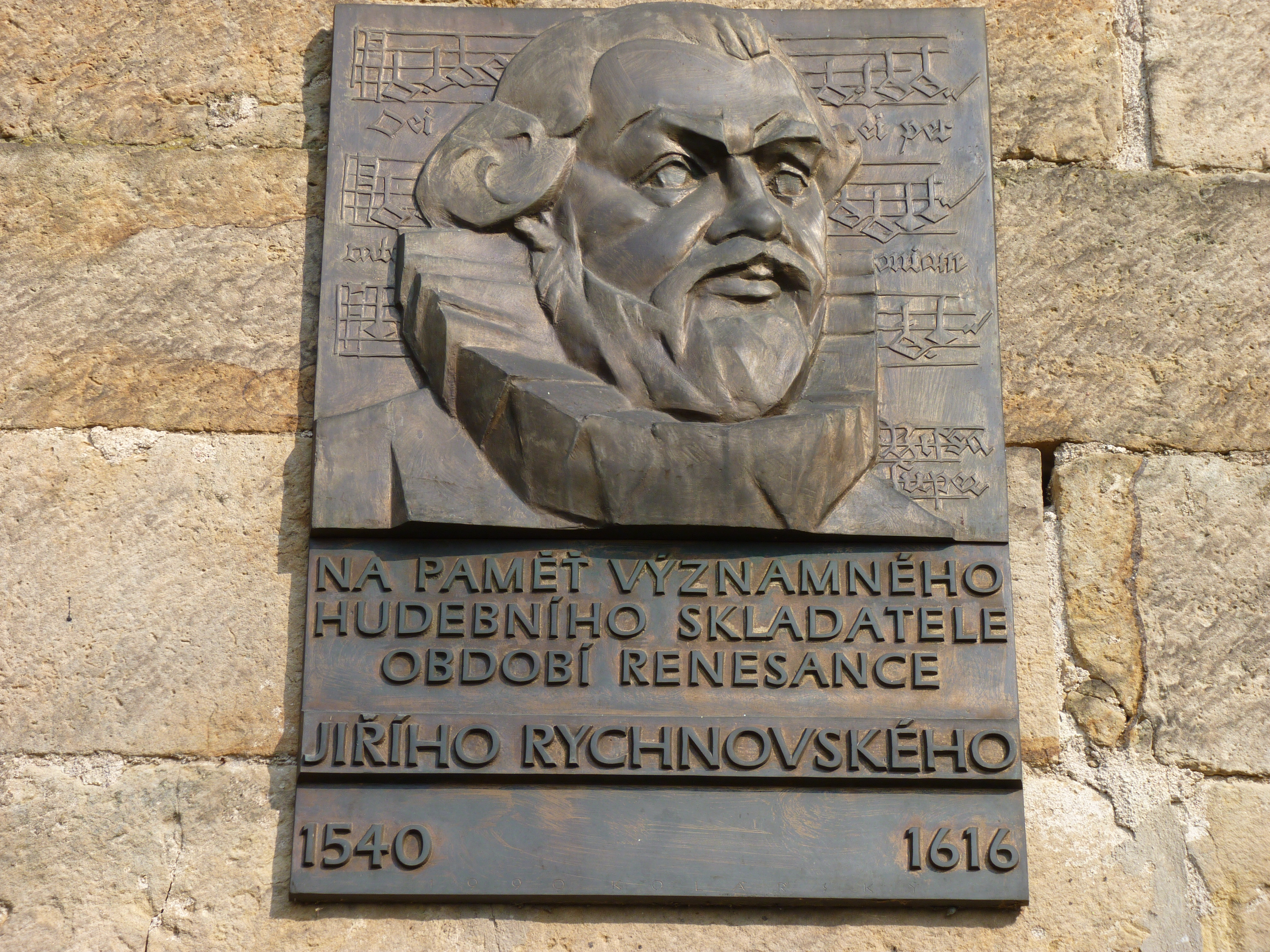
Tablica pamiątkowa na dzwonnicy przy kościele Świętej Trójcy w Rychnovie

Jiří Rychnovský (ur. około 1540 w Rychnovie nad Kněžnou zm. 1615 lub 1616 w Chrudimi) – czeski kompozytor, tworzył głównie na potrzeby Kościoła msze i motety. Wiele utworów kompozytora zaginęło bezpowrotnie.

## Ważniejsze dzieła
- Missa super Maria Magdalenae
- Missa super Quem vidistis pastores
- Missa super Et valde mane
- Missa super Dum complerentur
- Proprium in Dedicatione Ecclesiae
- Proprium in Dominica Pentecostes
- Znamenej křesťan věrný - motet
- Decantabat populus - pieśń